# Görög templom (Kolozsvár)
A kolozsvári görög templom (román neve Biserica Sf. Treime din Deal azaz a domboldali Szentháromság-templom) a Görögtemplom utcában (Strada Bisericii Ortodoxe) található barokk stílusú épület. Ez a város első és 1932-ig egyetlen ortodox temploma. A romániai műemlékek jegyzékében a CJ-II-m-B-07276 sorszámon szerepel.

## Története
A különleges jogállású kereskedők (görögök, örmények, bolgárok, zsidók) fontos szerepet játszottak Erdély tranzitkereskedelmében. 1789. március 31-én két görög kereskedő (korabeli magyar helyesírással Jonátyi Mavrodin és Kosztandin János) templom építésére kértek engedélyt; ezt a város elutasította, mivel a hatályos királyi rendeletek szerint száz család kellett volna az engedély megadásához. Újabb kérelmük nyomán 1790-ben a kormányszék összeíratta az ortodoxok számát: 36 családfőt, 22 fiút, 23 lányt, 13 szolgát, 10 szolgálólányt, összesen 129 lelket számoltak, ezért a templom építését a városban továbbra sem engedélyezték. A kereskedők ekkor a város beépített területén kívül vásároltak telket, és 1795–1796 között ezen építették fel templomukat. A felszentelés 1796 karácsonyán történt. 
1919–1932 között, az ortodox katedrális megépítéséig püspöki székhelyként is szolgált, ez lévén az egyedüli ortodox templom a városban.
1823-ban, 1877-ben, 1919-ben, 1937-ben, 1944–1945-ben, 1951-58-ban, 1982–1983-ban karbantartási munkákat végeztek a templomon, és 2003–2010-ben felújították.

## Leírása
A templom hossza 18,68 méter, a naosz szélessége 9,43 méter, a torony magassága 18,95 méter. A templom alaprajza hasonló a többi egykorú erdélyi román temploméhoz: téglalap alakú pronaosz, nyolcszögletű hajó, belül félkör, kívül sokszög alakú szentély. A falak vastagsága 70–80 centiméter. 
Az ikonosztázt 1796-ban a bolgárszegi Constantin Zograf diakónus, a kor ismert festője festette, aki a brassói kereskedők megbízásából és költségére dolgozott a templomon. A 2003–2010 közötti felújítás során ezt Dragoş Drăgan Hlinca restaurálta, ugyanekkor új falfestmények készültek. A homlokzatra egy Szentháromság-mozaik került.
A templom birtokában több régi könyv, kézirat és ikon található, többek között az 1797-ben kiadott Liturghierul.

## Papjai
- Ilie Fulea (1795–1828)
- Grigore Gal (1830–1851)
- Vasile Roşescu (1851–1888)
- Tuliu Roşescu (1888–1924)

(Fentiek sírja a templom előtt található.)
- Nicolae Vasiu (1925–1940)
- Ioan Costea (1940–1946)
- dr. Florea Mureşanu (1946–1952)
- Ioan Bunea (1952)
- Titus Ţifu (1952–1958)
- Gheorghe Noveanu (1952–1958)
- Octavian Bodea (1958–1974)
- Traian Man (1959–1986)
- Simion Coman (1975–1979)
- Ioan Sâncrăian (1980–2001)
- Ioan Jeler (1987–)
- Cristian Baciu (2001–)

## Fordítás
- Ez a szócikk részben vagy egészben  a   Biserica Ortodoxă din Deal, Cluj-Napoca című román Wikipédia-szócikk ezen változatának fordításán alapul.  Az eredeti cikk szerkesztőit annak laptörténete sorolja fel. Ez a jelzés csupán a megfogalmazás eredetét és a szerzői jogokat jelzi, nem szolgál a cikkben szereplő információk forrásmegjelöléseként.